# Youssef I Absi
Youssef I Absi S.M.S.P. (Arabisch: يوسف عبسي) (Damascus, 20 juni 1946) is een Syrisch geestelijke en een patriarch van de Melkitische Grieks-Katholieke Kerk.
Youssef Absi werd geboren als Joseph Absi. Zijn opleiding ontving hij aan het seminarie van de Orde der Paulisten, een religieuze orde van de Melkitische Grieks-Katholieke Kerk. Hij werd op 6 mei 1973 priester gewijd.
In 1999 werd Absi benoemd tot generaal-overste van de Orde der Paulisten. Op 22 juni 2001 werd hij benoemd tot curie-bisschop en tot titulair aartsbisschop van Tarsus. Zijn bisschopswijding vond plaats op 2 september 2001. In 2007 werd hij benoemd tot patriarchaal vicaris van Damascus.
Na het aftreden van patriarch Gregorios III Laham werd Absi op 21 juni 2017 door de bisschoppelijke synode van de kerk gekozen tot zijn opvolger; zoals gebruikelijk in deze kerk werd hij tevens benoemd tot patriarch van Antiochië en het gehele Oosten, van Alexandrië en van Jeruzalem. Absi nam na zijn benoeming de naam Youssef aan; hij was de eerste patriarch met deze naam. De keuze van de synode werd op 22 juni 2017 bevestigd door paus Franciscus.